# Anoia (Catalunha)

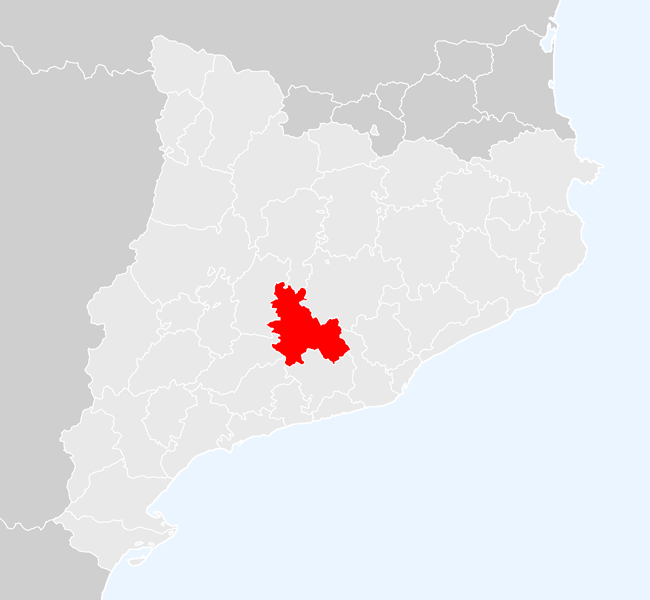
Localização do Anoia, na Catalunha.

Anoia é uma comarca da Catalunha. Abarca uma superfície de 866,28 quilômetros quadrados e possui uma população de uns 111.655 habitantes.

## Subdivisões
A comarca do Anoia subdivide-se nos seguintes 33 municípios:
- Argençola
- Bellprat
- El Bruc
- Cabrera d'Anoia
- Calaf
- Calonge de Segarra
- Capellades
- Carme
- Castellfollit de Riubregós
- Castellolí
- Copons
- Els Hostalets de Pierola
- Igualada
- Jorba
- La Llacuna
- Masquefa
- Montmaneu
- Òdena
- Orpí
- Piera
- La Pobla de Claramunt
- Els Prats de Rei
- Pujalt
- Rubió
- Sant Martí Sesgueioles
- Sant Martí de Tous
- Sant Pere Sallavinera
- Santa Margarida de Montbui
- Santa Maria de Miralles
- La Torre de Claramunt
- Vallbona d'Anoia
- Veciana
- Vilanova del Camí